# 陈孙文
陈孙文（1946年4月—），男，海南海口人，中华人民共和国政治人物。华南工学院（现华南理工大学）化学系化纤专业毕业，大学学历。

## 生平
1974年加入中国共产党。历任海口市燃化局副局长；海口市委常委、市委秘书长、市委办公室主任、市体改办主任；海南省驻琼企事业工委副书记；省经济合作厅副厅长、省总工会主席；三亚市委副书记、副市长、代市长、市长等职。2003年1月当选海南省人大党委会副主任。